# Isaac Asare
Isaac Asare (Kumasi, 1º settembre 1974) è un ex calciatore ghanese, di ruolo difensore.

## Carriera

### Nazionale
È stato un membro della nazionale ghanese Under-17 che ha vinto i Mondiali 1991. Nel 1992 ottiene la medaglia di bronzo alle Olimpiadi, segnando il gol decisivo nella finale per il terzo posto contro l'Australia.

## Palmarès

### Nazionale
- Campionato mondiale Under-17: 1

Italia 1991
- Bronzo olimpico: 1

Barcellona 1992